# Prosper-Alphonse Isaac
Pour les articles homonymes, voir Isaac (homonymie).
Prosper-Alphonse Isaac est un graveur français, né à Calais le 25 juin 1858 et mort à Paris le 22 juin 1924.

## Biographie
Originaire de Calais, Isaac est le fils d'un industriel de la dentelle. Il s'installe à Paris à la fin des années 1870 et veut devenir peintre : il suit pour cela les cours de Jean-Paul Laurens. Il reçoit ses premières commandes.

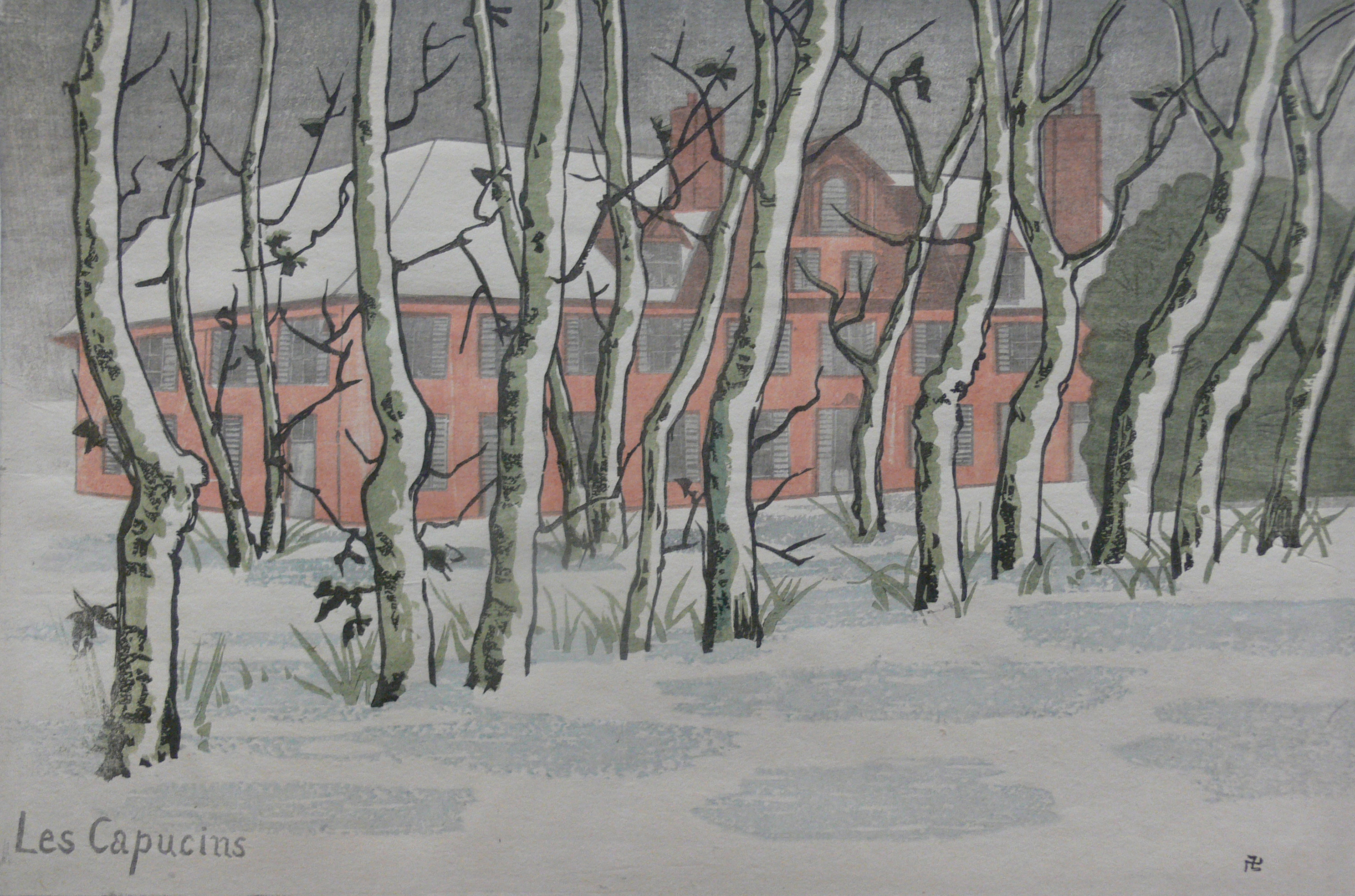
Les Capucins, à Montfort l'Amaury. Gravure sur bois à la manière japonaise

Il intervient pour obtenir que ce soit à Rodin que soit confiée la réalisation des Bourgeois de Calais et s'intègre au groupe des Parisiens intéressés par l'art japonais, constituant en quelques années une belle collection personnelle. L'influence du Japon l'amène à abandonner la peinture et à produire des étoffes teintes, qui ont un grand succès.
Il pratique la gravure à partir de 1900 : pointe sèche, aquatinte, eau forte... À partir de 1905, il ne pratique presque plus que la gravure sur bois à la manière japonaise. En 1911, avec Jules Chadel, il se perfectionne dans cette technique auprès du graveur japonais Yoshijiro Urushibara. Il expose cette technique dans un article de 1913 : « La gravure sur bois à la manière japonaise », Art et Décoration, mai 1913, p. 155-162.

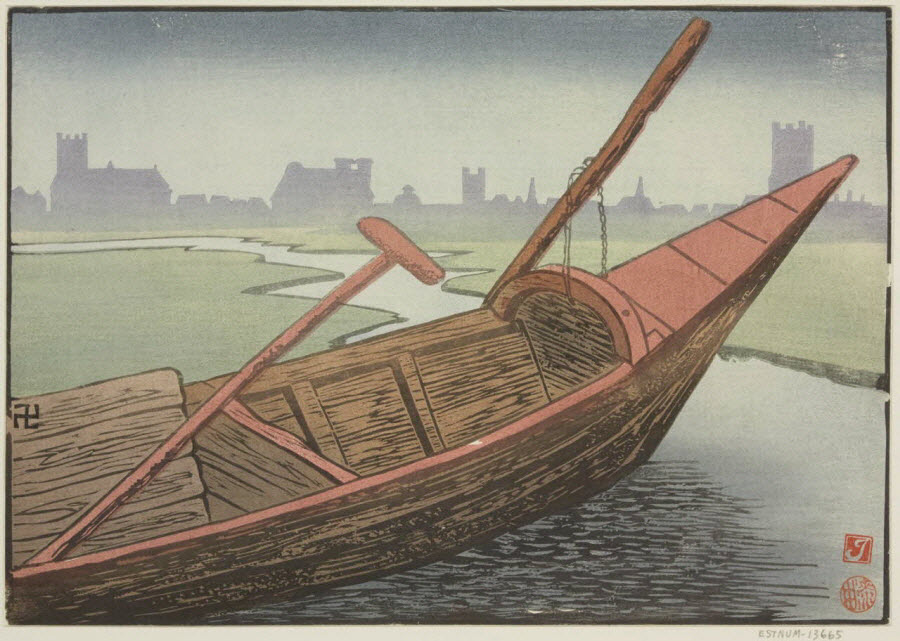
Prosper-Alphonse Isaac, Yoshijiro Urushibara, Barque dans les marais de Saint-Omer (1908-1912).